# 1109年
| 千纪： | 2千纪 |
| 世纪： | 11世纪 \| 12世纪 \| 13世纪                                                                                 |
| 年代： | 1070年代 \| 1080年代 \| 1090年代 \| 1100年代 \| 1110年代 \| 1120年代 \| 1130年代                           |
| 年份： | 1104年 \| 1105年 \| 1106年 \| 1107年 \| 1108年 \| 1109年 \| 1110年 \| 1111年 \| 1112年 \| 1113年 \| 1114年 |
| 纪年： | 己丑年（牛年）；辽统九年；北宋大观三年；西夏貞觀九年；大理日新二年；越南龍符元化九年；日本天仁二年         |

## 大事记
- 第一次十字軍建立的黎波里伯國。

## 出生
- 7月25日——阿方索一世，葡萄牙国王（1185年去世，74岁）